# Dilogía
Dilogía (término de origen griego procedente de δις, dos y λογος, palabra) también conocida como diáfora, antanaclasis o sinaspsis.
Figura literaria de dicción que consiste en utilizar una palabra con dos sentidos o acepciones diferentes dentro de un mismo enunciado. La dilogía se funde con la polisemia y la homonimia de ciertas palabras y constituye un recurso estilístico fundamental del lenguaje literario.
Ejemplo:

Algún día los hierros

de tus balcones

presenciaron a solas

yerros mayores
Anónimo

En los versos anónimos del ejemplo se juega con el doble sentido de "hierros" (barras metálicas) y "yerros" (errores y fallos).